# 楊廷和

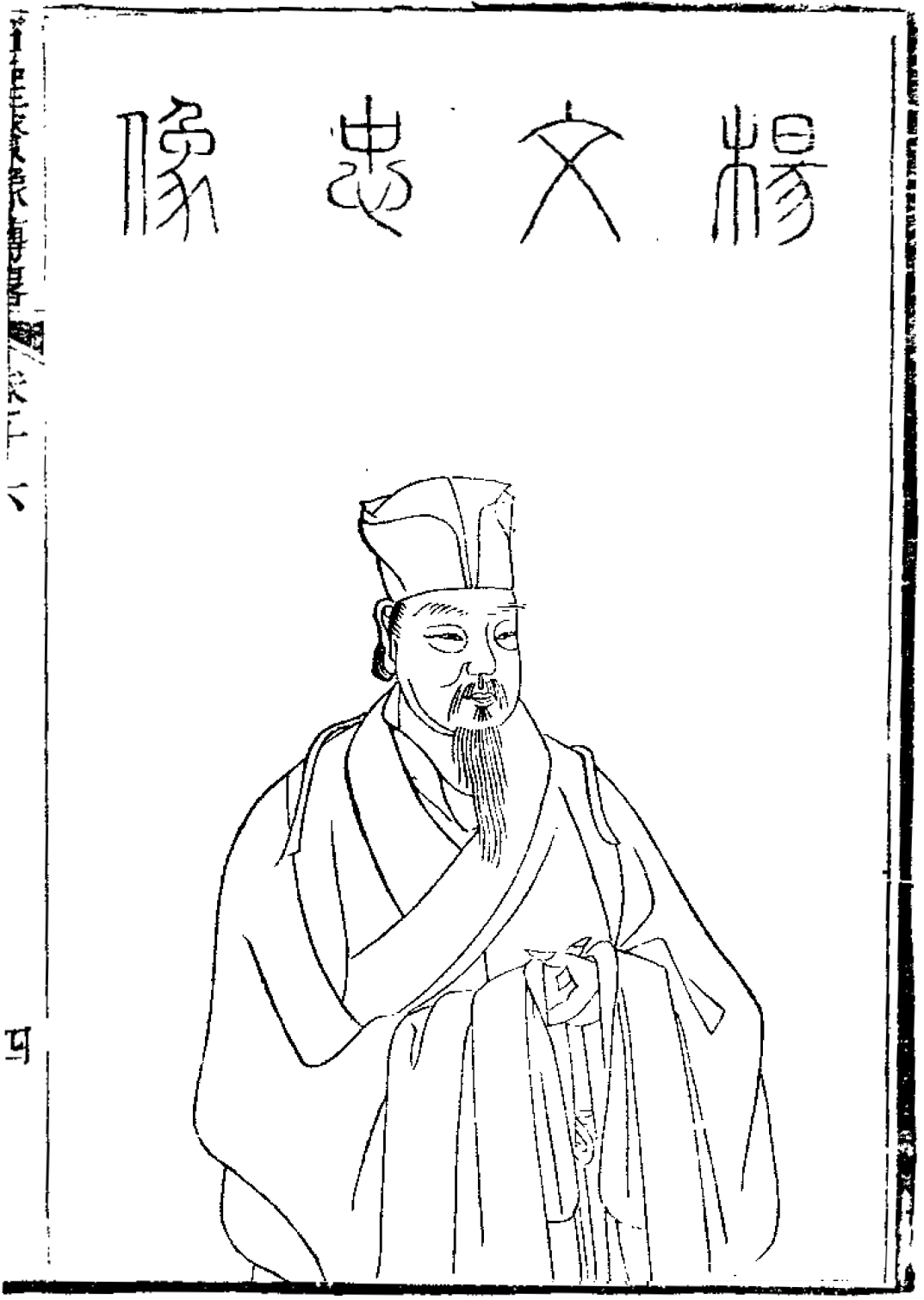
『古聖賢像伝略』所載

楊 廷和（よう ていわ、1459年 - 1529年）は、明の政治家。字は介夫。号は石斎。諡号は文忠。成都府新都県の出身であるが、本貫は吉安府廬陵県。父の楊春は湖広省提学僉事の官位に至る。子に楊慎がいる。

## 生涯
12歳の時に郷試に参加し挙人となり、1478年（成化14年）に戊戌科三甲進士として及第、庶吉士に任じられた。1489年（弘治2年）に翰林院修撰に進み『憲宗実録』の編纂に参加、さらに左春坊左中允・侍太子講読に抜擢された。その後『会典』編纂に参画、左春坊大学士に異例の昇進している。
1507年（正徳2年）、当時朝廷で権勢を誇っていた宦官である劉瑾と対立し南京吏部左侍郎に左遷されたが、同年5月に劉瑾が処罰されると、南京戸部尚書に転任、3カ月後には中央に召還され、文淵閣大学士に進み朝政に参加した。翌年には少保兼太子太保、次年には光禄大夫・柱国・吏部尚書・武英殿大学士に任じられている。
1521年（正徳16年）4月に武宗が実子がいないままに崩御すると、楊廷和は内閣大学士の首輔として遺詔を代替して発し、既に薨去していた弘治帝の弟である興王朱祐杬の世子である朱厚熜（正徳帝の従弟にあたる）を皇帝として擁立した（嘉靖帝）。新帝が北京に入る前、廷和は朝廷を総攬し、多くの改革がその手から出て「救時宰相」と称せられる。ところが大礼の議の問題が7月に悪化し、新帝の意向に逆らう形となった廷和は1524年（嘉靖3年）に引退し、1528年（嘉靖7年）に官職を削られ翌年に死去した。1567年（隆慶元年）に復官し、太保を追贈され、諡を文忠とする。
江戸時代の歴史家の斎藤竹堂は、楊廷和は「君子」というべきだが、大礼の議の件では義にも情にも逆らう議論をかつぎ、しかも枝葉末節にこだわり、論敵である張璁・桂萼らの「小人」に乗じられ名誉を失った、と考えた。